# كودوغو
كودوغو هي مدينة تقع في بوركينا فاسو تبعد 75 كم غرب العاصمة واغادوغو وهي ثالث أكبر مدينة في البلاد بعد العامصة وبوبوديولاسو.